# La Copa d'Or
La Copa d'Or és una partida de l'Horta de Lleida, de Lleida.
Limita amb les següents partides i barris de Lleida:
- Al nord amb el barri de Cap-pont.
- Al nord-est amb la partida d'Aubarés.
- A l'est amb la partida del Pla de Lleida.
- Al sud amb la partida de La Femosa.
- Al sud-oest amb la partida de Rufea.
- A l'oest amb la partida d'El Sot de Fontanet.